# Сельское поселение Масленниково
Сельское поселение Масленниково — муниципальное образование в Хворостянском районе Самарской области.
Административный центр — посёлок Масленниково.

## Административное устройство
В состав сельского поселения Масленниково входят:
- посёлок Масленниково,
- посёлок Приовражный,
- посёлок Тополёк.